# Salam (Grabag)
Salam is een bestuurslaag in het regentschap Magelang van de provincie Midden-Java, Indonesië. Salam telt 1555 inwoners (volkstelling 2010).